# Бундала (национальный парк)
Национальный парк Бу́ндала является природным объектом международного значения (с 1990 года), поскольку представляет собой уникальную экосистему, необходимую для проживания сотен видов птиц, обитающих в этих краях или прибывающих сюда на зимовку. Парк расположен на южном побережье Шри-Ланки в 246 километрах от столицы Коломбо.
Территория Бундалы общей площадью порядка 25 000 гектаров (из них 6 218 гектаров основной охраняемой зоны) приобрела статус заповедника в 1969 году. А 4 января 1993 года Бундала преобразовывается в национальный парк. В 2005 году ЮНЕСКО объявляет этот парк биосферным заповедником, четвёртым по счёту в Шри-Ланке.

## География
Национальный парк находится на территории Южной провинции среди многочисленных озёр, островов, отмелей и лагун. В Бундале насчитывается четыре наиболее крупных лагуны: это одноимённая Бундала (520 га), Эмбиликала (430 га), Малала (650 га) и Кохоланкала (390 га). Рядом с живописными водными угодьями раскинулись песчаные пляжи, заросли кустарников, луга и леса. В Бундале преобладает сухой климат. Тем не менее, близкое расположение к берегу и периодические муссоны обеспечивают здесь достаточно влажный режим. Относительная влажность составляет 80 %, а ежегодная норма осадков — 1074 мм. Среднегодовая температура достигает порядка 28,0 °C, наиболее жаркие месяцы — апрель, май, июнь.

## Животный мир
В национальном парке зарегистрированы 324 вида позвоночных животных, в том числе 32 вида рыб, 15 видов амфибий, 48 видов рептилий, 197 видов птиц и 32 вида млекопитающих. Кроме того, в Бундале водятся 52 вида бабочек и другие беспозвоночные.
В озёрах водятся разнообразные рыбы, как пресноводные, так и морские. Пляж, прилегающий к национальному парку, является местом кладки для всех пяти находящихся под угрозой видов морских черепах, посещающих Шри-Ланку. Также в Бундале обитают сразу два вида крокодилов — гребнистый и болотный. Герпетофауна представлена как минимум двумя эндемиками: южноцейлонской жабой (Bufo atukoralei) и змеёй Xenochrophis asperrimus.
Бундала — это важнейший перевалочный пункт для многих видов перелётных птиц, которые проводят здесь зиму. Всего на территории национального парка ежегодно отдыхают и кормятся более 20 000 перелётных птиц. Это, прежде всего, популяции розовых фламинго, также ибисы, марабу, пеликаны, улиты, утки, чирки, цапли, колпицы, лысухи, зуйки и т. д.
В саваннах и лесах обитают следующие виды млекопитающих: шри-ланкийский подвид индийского слона, шри-ланкийский подвид замбара, леопард, дикие кабаны, индийский серый мангуст, медведь-губач, шри-ланкийский аксис, малая циветта, шакал, дикобраз, буйвол и другие.

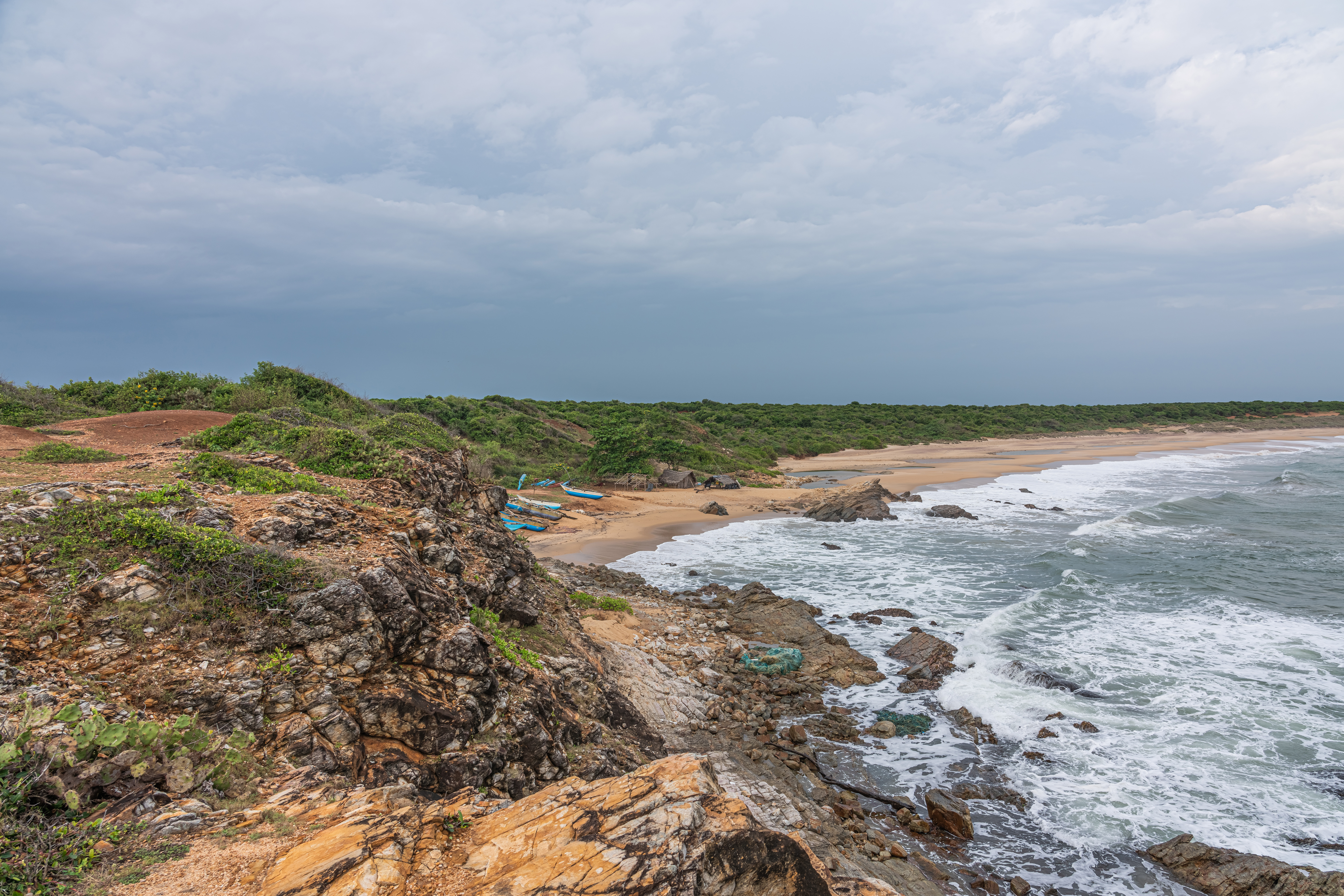
Пляж в черте национального парка
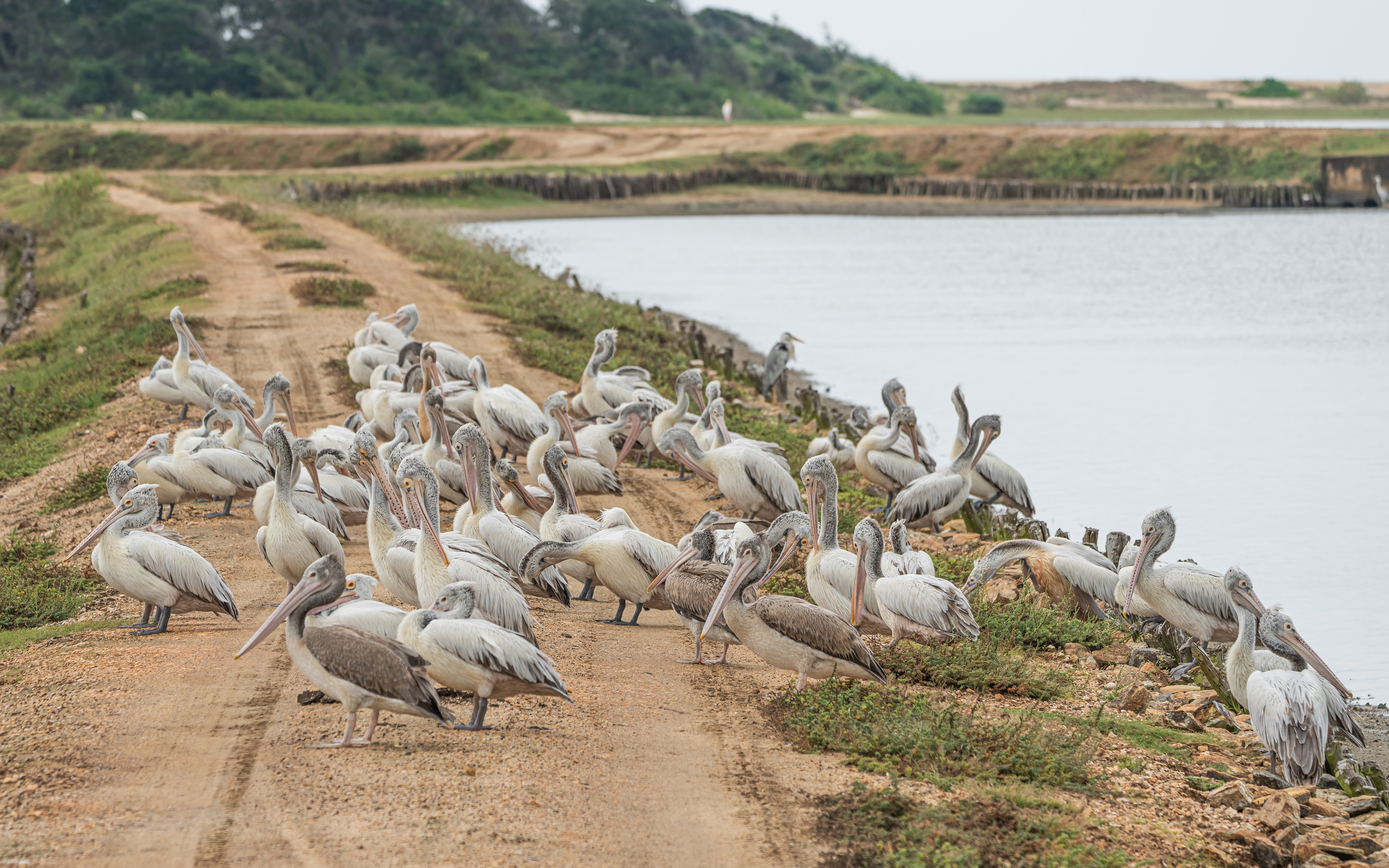
Серые пеликаны
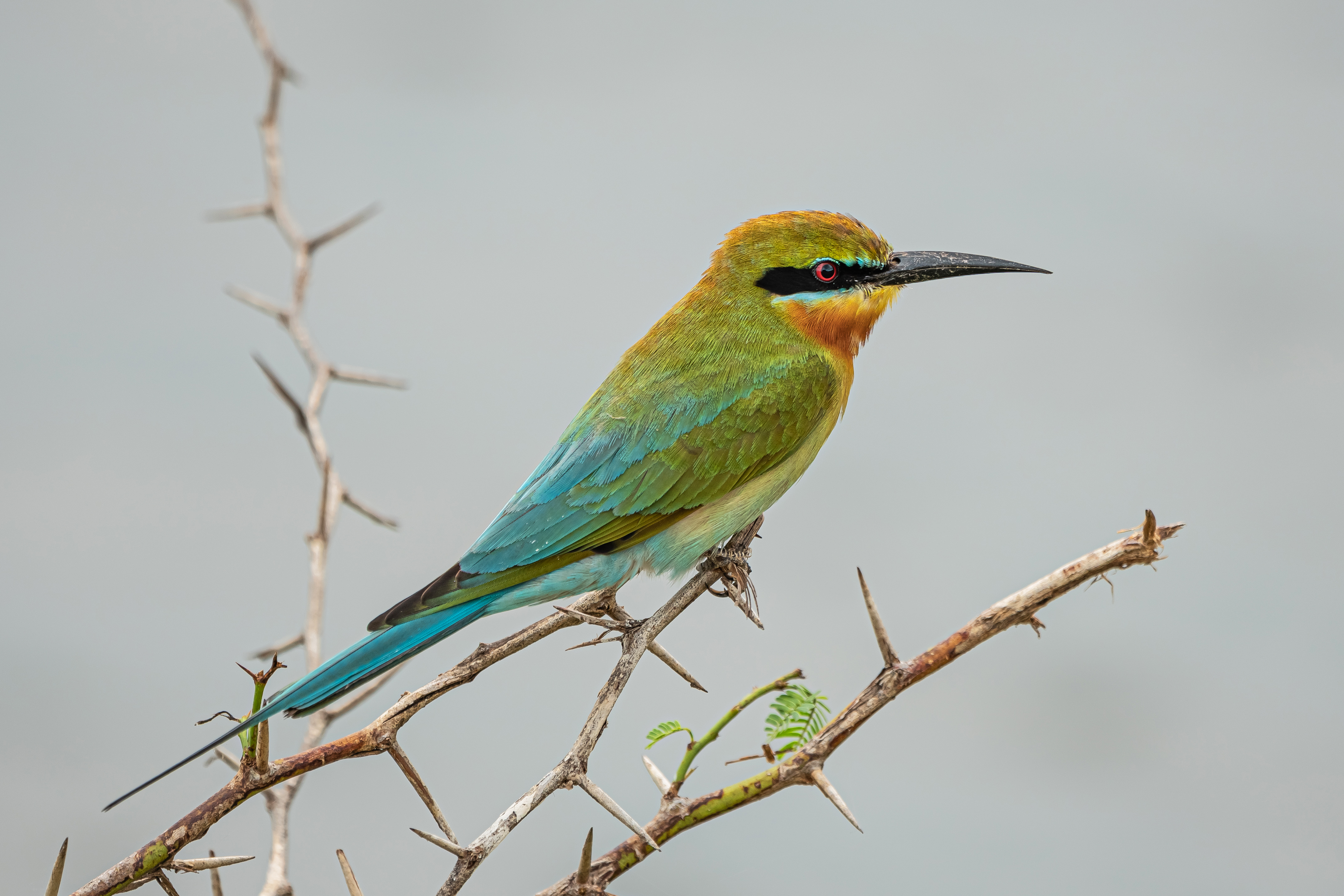
Синехвостая щурка
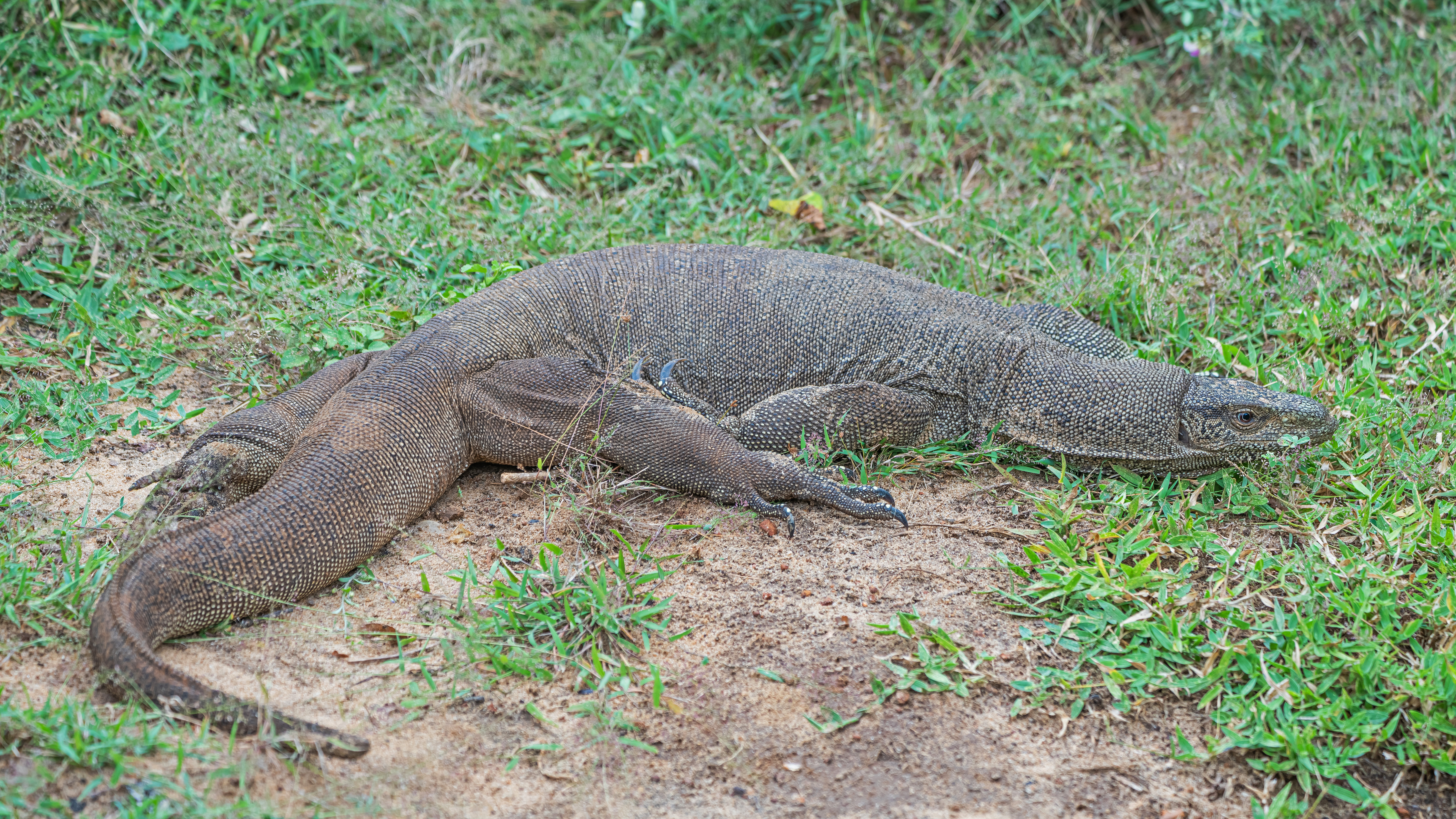
Бенгальский варан
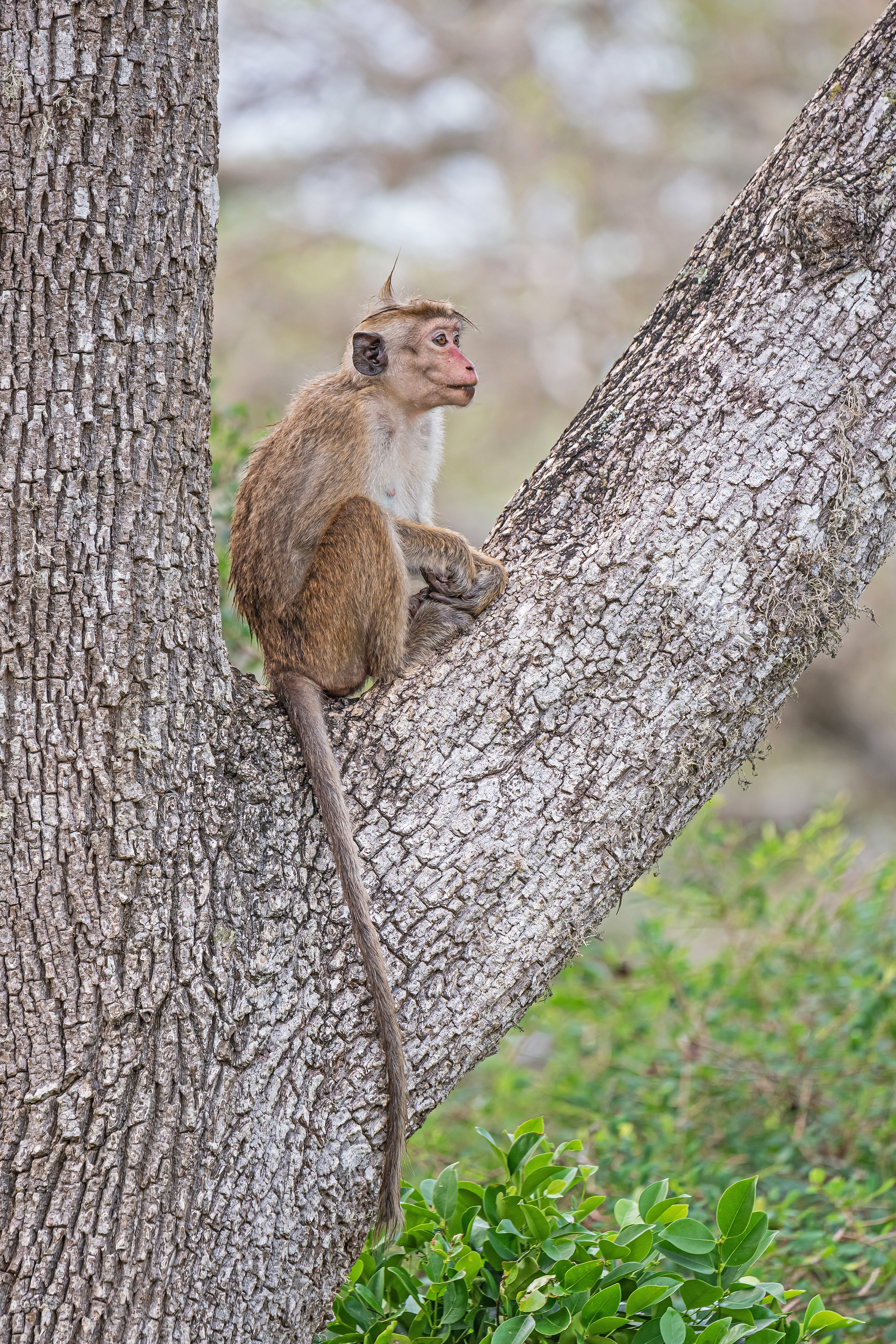
Цейлонский макак
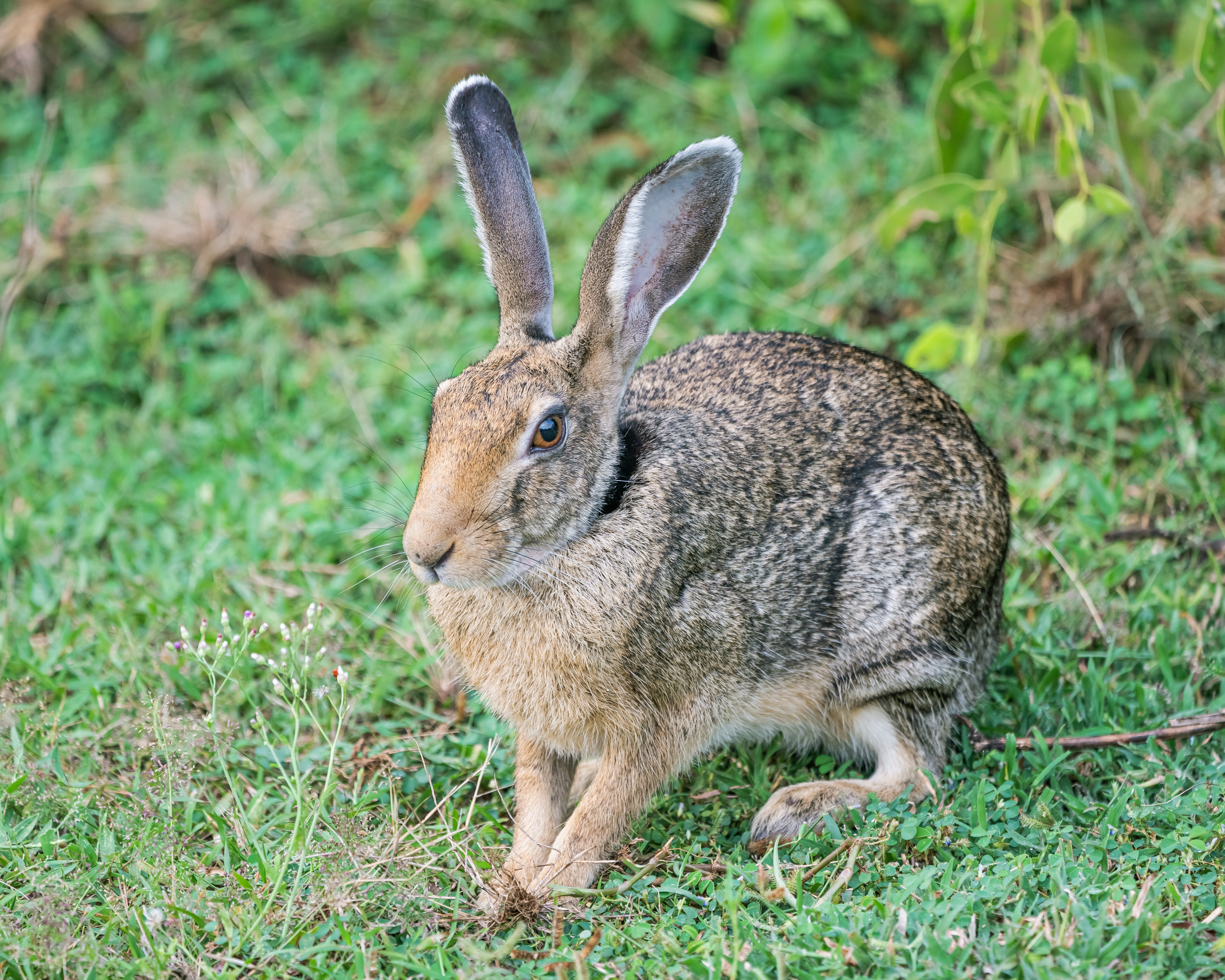
Темношеий заяц